# Constitution de l'Empire ottoman
Constitution turque de 1921 (en)

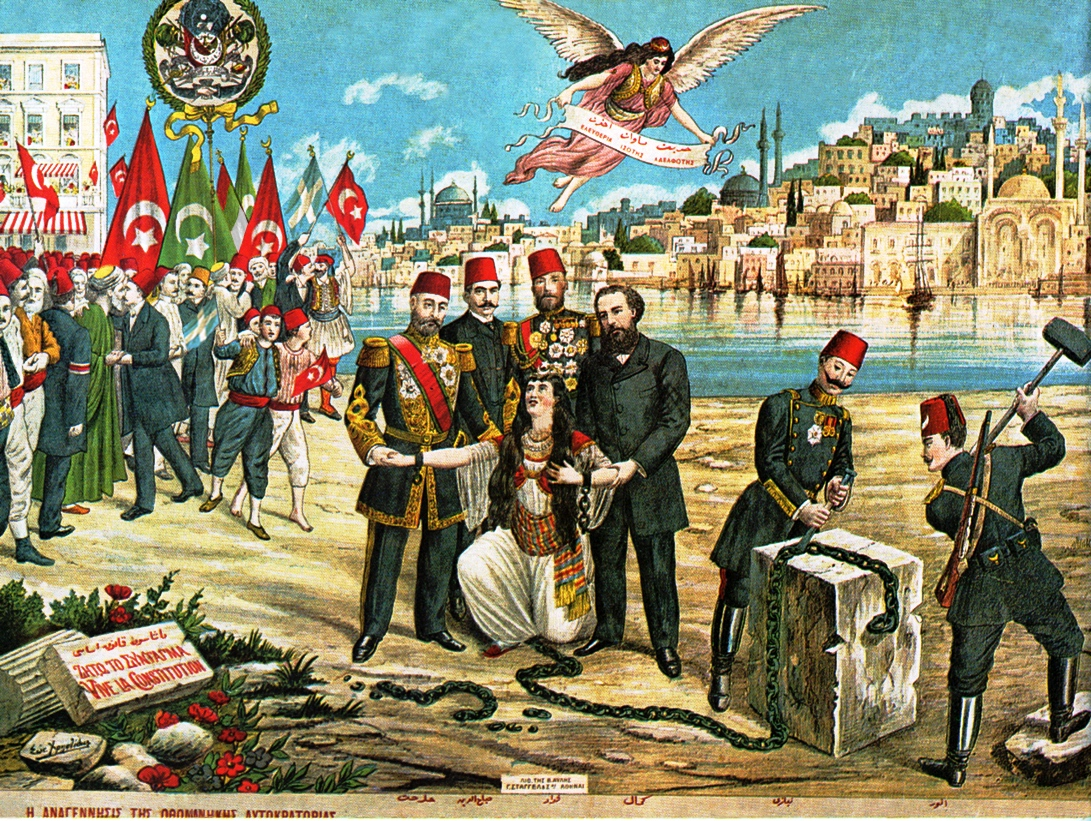
Lithographie célébrant la révolution jeune-turque et représentant les sources d'inspiration du mouvement, Midhat Pacha, le prince Sabahaddin, Fuad Pacha et Namık Kemal, les chefs militaires Niyazi Bey et Enver Pacha, ainsi que le slogan « Liberté, égalité, fraternité » (hürriyet, müsavat, uhuvvet en turc, ελευθερία, ισότης, αδελφότης en grec).

La Constitution de l’Empire ottoman, officiellement Loi fondamentale (turc ottoman : قانون اساسى ; turc : Kanûn-ı Esâsî) est l’unique constitution qu’a eu l’Empire ottoman. Texte inspiré du réformisme des Jeunes-Ottomans, elle a été en vigueur du 23 décembre 1876 au 14 février 1878 puis de 1908 à 1921. Avec cette Constitution, un parlement bicaméral a été mis en place, pour la première fois de l’histoire du pays. Par ailleurs, le sultan était le dépositaire du pouvoir exécutif. 

## Histoire
Abdülhamid II a chargé une commission de 31 personnes, qui comprenait trois chrétiens, de s’atteler à la rédaction de la première constitution du pays. Les Jeunes-Ottomans participent grandement à ce processus, en particulier Midhat Pacha, qui en rédige une grande partie.
Elle est entrée en vigueur en 1876 inaugurant la monarchie constitutionnelle voulue par les réformateurs turcs. C’était une constitution plutôt libérale qui, aux yeux des conservateurs, affaiblissait le sultanat au profit du parlement élu, composé de deux assemblées, celle des députés élus par le peuple, et celle des sénateurs désignés par le sultan. Les sessions étaient démocratiques et les parlementaires ne se privaient pas de critiquer le sultan.
À peine promulguée, le sultan Abdülhamid II prit la décision de fermer le Parlement et de suspendre la constitution en raison de la guerre russo-turque de 1877-1878 et des critiques virulentes dont il fut l’objet de la part des religieux musulmans et des conservateurs. 
L’Empire ottoman redevint une monarchie absolue jusqu’en 1908, lorsque la Constitution fut remise en vigueur grâce à la révolution jeune-turque, le 24 juillet 1908 ; l’Empire devint une monarchie parlementaire.
Cette constitution resta en vigueur jusqu’en 1921, lorsqu’elle fut remplacée par une nouvelle Constitution élaborée par le nouveau gouvernement républicain d’Ankara.